# Frits van Tuyll van Serooskerken

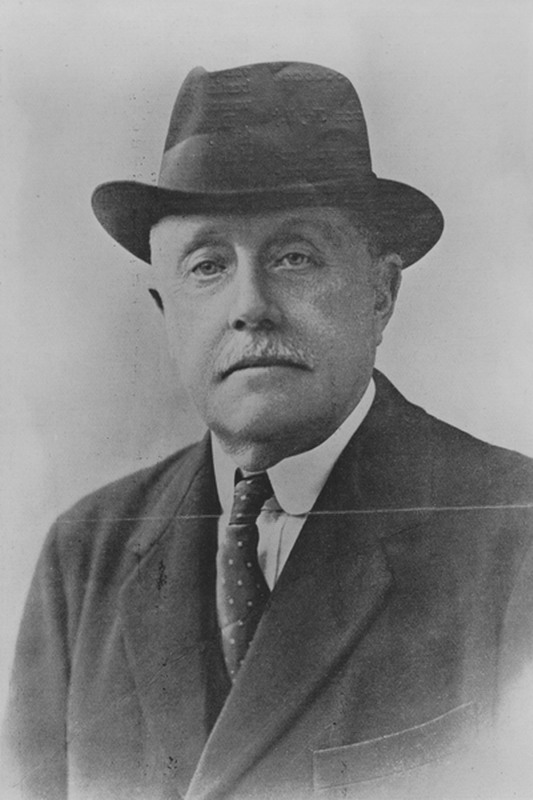
F.W.C.H. van Tuyll van Serooskerken, eerste voorzitter van het Nederlands Olympisch Comité, NOC

Frederik Willem Christiaan Hendrik baron van Tuyll van Serooskerken (Amsterdam, 27 maart 1851 – Den Haag, 13 februari 1924) was eerste voorzitter van het Nederlands Olympisch Comité (NOC) in 1912. Als eerste Nederlander trad hij in 1898 toe tot het Internationaal Olympisch Comité (IOC).

## Familie
Van Tuyll was lid van de familie Van Tuyll van Serooskerken. Hij was een zoon van mr. Ernest Louis baron van Tuyll van Serooskerken, heer van Vleuten (1801-1860), en Wilhelmina Philippina Willink (1810-1868). Hij trouwde in 1874 met jkvr. Maria Boreel (1850-1919); uit dit huwelijk werden vier kinderen geboren.

## Functies
In 1881 werd hij benoemd tot kamerheer in buitengewone dienst van koning Willem III der Nederlanden. Hij was ook kamerheer i.b.d. van koningin Wilhelmina der Nederlanden.
Vanaf 1894, de oprichtingsdatum, was hij lid van het Internationaal Olympisch Comité; tijdens de oprichting, in Parijs, was hij aanwezig als vertegenwoordiger van Nederland. Tijdens het ministerschap van Pieter Rink werd hij in 1906 als Nederlandse gedelegeerde afgevaardigd naar de Olympische Spelen in Athene, waaraan toen voor het eerst Nederlanders deelnamen. In 1912 werd hij de eerste voorzitter van het Nederlands Olympisch Comité. Tijdens de Eerste Wereldoorlog was Van Tuyll van Serooskerken in de vluchtelingenopvang werkzaam en was hij medeverantwoordelijk voor de oprichting van diverse kampen, onder meer in Scheveningen, Gouda en Bergen op Zoom. In deze tijd was hij voorzitter van de Centrale Commissie tot behartiging van de belangen van naar Nederland uitgeweken vluchtelingen.
Voorts was hij voorzitter van de Algemene Nederlandsche Vereeniging voor Vreemdelingenverkeer, lid van het algemeen college van advies voor de lichamelijke opvoeding, secretaris en voorzitter Nederlandsche Harddraverij- en Renvereeniging, en voorzitter van de Koninklijke Nederlandsche Jachtvereenging 'Nimrod'.

## Eerbetoon
Bij het tienjarig bestaan van het Nederlands Olympisch Comité in 1922 gaven de sportbonden voorzitter Van Tuyll van Serooskerken een naar hem vernoemde wisselbeker cadeau. De Van Tuyll Beker was een prijs voor sportbonden.
In 1928 werd ter zijner ere het standbeeld "De Olympische groet", vervaardigd door de Haagse beeldhouwster Gra Rueb, geplaatst bij de hoofdingang van het Amsterdamsche Olympisch Stadion, rechts van de Marathontoren. In 2022 verplaatste de stadiondirectie het beeld naar het trappenhuis. Aanleiding was een onderzoek waaruit bleek dat de bewuste groet gebaseerd is op de Italiaanse fascistische traditie.
Ook de Van Tuyll van Serooskerkenweg, die lijnrecht naar het Amsterdamse stadion loopt en het Van Tuyll van Serooskerkenplein zijn naar hem vernoemd.
- International Standard Name Identifier: 0000 0003 8900 1087
- Nederlandse Thesaurus van Auteursnamen: 073958832
- Virtual International Authority File: 291342732
- WorldCat: E39PCjtDhwFp7xQtFGrBVykr9C